# OGLE-2005-BLG-071Lb
OGLE-2005-BLG-071Lbは、2005年に重力マイクロレンズによって、Optical Gravitational Lensing Experimentが発見した太陽系外惑星である。最も良く当てはまるモデルによると、木星の3.5倍程度の質量で、主星から3.6 au離れている。その結果、有効温度は約50Kであり、海王星に近い。しかし別のモデルでは、若干小さい3.3木星質量程度となり、主星からは2.1 auと計算される。赤色矮星の周囲を公転する惑星としては、現在知られている中で最も質量が大きい（ただし、視線速度法では、惑星の質量の下限しか決定できない）。